# Hjo Tidning
Hjo Tidning var en lokaltidning i Hjo, utgiven mellan 1847 och 2024. Tidningen, med en upplaga på 2 100 exemplar, utkom tisdagar och fredagar.
Redaktionen fanns i Bergagården på Sjögatan 5 i Hjo sedan tidigt 1900-tal.
Hjo Tidning ingick sedan 1969 i koncernen Nya Wermlands-Tidningen. 

## Historik
Hjo tidning gavs ut för första gången den 13 november 1847 av handlaren S.P Kullberg och utgavs av flera kortvariga redaktörer fram till 1850. Kullberg började därefter utge Hjo Nya Tidning 1851, som han gav ut med veckoutgivning till 1858, då den överläts till bokbindaren L.O Wirström.
Stig Jönsson blev Sveriges yngste tidningsutgivare, när han 1948 som 27-åring blev redaktör för Hjo tidning. Efter två år köpte Jönsson tidningen och ägde den fram till 1965, då tidningen såldes till Isaksonska boktryckeriet i Skövde, som gav ut SLA.
Båda tidningarna såldes 1969 till familjen Ander i Karlstad. I samband med försäljningen flyttades tryckeriet till Skövde, men Stig Jönsson fortsatte som redaktör fram till 1981, då han gick i pension och överlämnade redaktörskapet till Rune Simonson.
Simonson var sedan tidigare kåsör i tidningen under signaturen "Oskar Karlsson, asfaltskokare". Hans egen spalt på förstasidan, med vinjetten ”Hjo men visst!”, hängde med ända fram till Simonsons bortgång 1994.

### 2000-tal
När tidningen firade 160 år 2007 flyttade redaktionen in i nya lokaler i tidningshuset på Sjögatan. Redaktionen inrymdes då i det som en gång var sätteri och tryckeri. Pappersutgåvan redigerades och trycktes i Karlstad sedan 2007, och samma år lanserades en digital utgåva.
Tidningshuset, där det även finns hyreslägenheter, såldes år 2016.

### Nedläggning
Efter flera år av vikande upplaga beslutade Nya Wermlands-Tidningen 2024 att lägga ned Hjo Tidning. Bakgrunden till nedläggningen var flera år av bristande lönsamhet och att tidningen inte längre nådde upp till mediestödsgränsen på 1 500 exemplar. Sista utgåvan publicerades 13 september 2024, samma dag upphörde tidningen, på dagen 177 år och tio månader efter starten. Vid nedläggningen hade tidningen en upplaga på 1 100 exemplar och 2,8 journalisttjänster 

### Framtid
Efter nedläggningen bevakas Hjo av SLA. Lokalredaktionen, bemannad av en reporter, finns i Hjo Tidnings tidigare lokal. 

## Redaktörer
- 1847–1848 – Carl Israel Fahlgren [2]
- 1848–1849 – Gustaf Sjögren
- 1849–1850 – CJ Warell
- 1852–1857 – SP Kullberg
- 1858–1860 – LO Wirström
- 1860–1863 – Carl Wilhelm Beckman
- 1863–1865 – H Wikblad
- 1865–1888 – Carl August Lewerentz
- 1888–1891 – Fredrik Leopold Berggren
- 1891–1905 – Petrus Sandberg
- 1905–1907 – Lorentz Bergman
- 1908–1911 – Aron L Åström
- 1911–1938 – Fritiof Colling
- 1838–1941 – Brage Engedal
- 1941–1943 – Lars-Magnus Dahle
- 1943–1945 – William Weinstock
- 1945–1948 – Hugo Gustafsson
- 1948–1981 – Stig Jönsson
- 1981–1990 – Rune Simonson
- 1990–1999 – Sven-Arne Sandberg
- 1999–2016 – Glenn Svensson
- 2016–2024 – Lars-Ola Carlén [2]